# الجوهرة بنت إبراهيم آل إبراهيم
الأميرة الجوهرة بنت إبراهيم آل إبراهيم، هي آخر زوجات فهد بن عبد العزيز آل سعود، ووالدة الأمير عبد العزيز، وتعود لأسرة آل إبراهيم، فجدها ووالدها عاصرا الملك عبد العزيز بن عبد الرحمن آل سعود، وكانا من رجـاله المخلصين. وينتمي أخوالها لأسرة آل العساف، حيث عاشت وتربّت تربية محافظة في كنف والدها الشيخ إبراهيم بن عبد العزيز الابراهيم، الذي تولّى مناصب مهمة في عهد عبد العزيز آل سعود وأنجاله من بعده الملوك سعود وفيصل وخالد وفهد. وتوفي والدها في 7 أبريل (نيسان) 1986، في منطقة حائل في حادث غرق، وكان لوفاته الأثر البالغ في نفسها. ينتمي أخوالها لأسرة آل العساف.

## حياتها
كان والدها إبراهيم بن عبد العزيز الإبراهيم، من رجالات الإدارة في السعودية.
تنقلت الجوهرة مع أسرتها الكبيرة، بحكم طبيعة عمل والدها، في عدة مناطق من السعودية، مثل الطائف ومكة والقنفذة والباحة، وتلقت علومها الدراسية ما بين مكة المكرمة ومدينة الباحة.
ويذكر أن أول رحلة لها خارج السعودية كانت في عام 1956 إلى لبنان مع كامل أفراد أسرتها، كما أن لها مساهمات خيرية في جميع نشاطات البر في المملكة وخارجها، وقد رعت المناسبات التعليمية والاجتماعية النسائية، كما أن لها جهودا في دعم مسيرة المرأة السعودية بمختلف المجالات الاجتماعية والتعليمية والخيرية. افتتحت في العام 2010 مركز الأميرة الجوهرة للطب الجزيئي وعلوم الموروثات والأمراض الوراثية في جامعة الخليج العربي بالبحرين.

## الدكتوراه الفخرية
مُنحت درجة الدكتوراه الفخرية في العام 1423/2003 هـ في كلية التربية بأقسامها العلمية تقديراً لعطاءاتها المتميزة للمؤسسات العلمية ودعمها للبحث العلمي والتميز الدراسي وإنشاء المكتبات ورفد الثقافة المتخصصة والعامة للمرأة السعودية في جميع المؤسسات التعليمية تحديداً وفي مؤسسات المجتمع عامة.

## الإرث
- قاعة الجوهرة للمحاضرات بكلية التربية بجدة
- مكتبة الطالبات بجامعة الملك سعود بالرياض
- المكتبة المركزية لأقسام الطالبات بجامعة الإمام محمد بن سعود الإسلامية بالرياض
- مكتبة كلية التربية للبنات بالقصيم
- قاعة الأميرة الجوهرة الكبرى ببريدة
- مركز الأنشطة المساندة بجامعة الإمام محمد بن سعود الإسلامية بالرياض.
- قاعة الأميرة الجوهرة للمحاضرات بجامعة أم القرى بمكة المكرمة.
- مبنى جمعية البر بمحافظة الرس الفرع النسائي.
- مجمع الأميرة الجوهرة التعليمي (مدارس الرشاد للبنات) بمحافظة الرس.
- جامع الأميرة الجوهرة في البوسنة والهرسك
- مركز الجوهرة بنت إبراهيم البراهيم للطب الجزيئي وعلوم المورثات والأمراض الوراثية في جامعة الخليج العربية في البحرين 1422 هـ بالمنامة وهو مركز رائد في مجاله العلمي البحثي.[3]
- مكتبة الأميرة جوهرة بنت إبراهيم آل إبراهيم في جامعة جدة شطر الطالبات
- قاعة الأميرة جوهرة في جامعة جدة